# موتور نورمحمد شه‌بخش
موتور نورمحمد شه‌بخش روستایی در دهستان کورین بخش کورین شهرستان زاهدان استان سیستان و بلوچستان ایران است.

## جمعیت
بر پایه سرشماری عمومی نفوس و مسکن در سال ۱۳۹۵ جمعیت این روستا ۱۸ نفر (۴خانوار) بوده‌است.